# Sopronkövesd
Sopronkövesd is een plaats (község) en gemeente in het Hongaarse comitaat Győr-Moson-Sopron. Sopronkövesd telt 1249 inwoners (2015).